# Sillago ciliata
Sillago ciliata là một loài cá thuộc chi Sillago, họ Cá đục. Loài cá này có thân thanh mảnh, hơi nén rất giống với các loài khác của chi Sillago, với cột sống chi tiết, cần phải đếm vây tia và vảy đường biên để phân biệt các loài giữa loài này với loài có mối quan hệ gần gũi nhất là sillago analis. Chúng phân bố dọc theo bờ biển phía đông của Australia từ Cape York nam đến Tasmania, cũng như đảo Lord Howe và New Caledonia ở Thái Bình Dương.
Loài này thường sống ở nền cát cạn trong vịnh, cửa sông và khu lướt sóng và ăn nhiều giun nhiều tơ, động vật giáp xác nhỏ và các loại nhuyễn thể hai mảnh vỏ. Tập tính sinh sản khác nhau trong phạm vi phân bố, thường đẻ hai lần giữa tháng 9 và tháng 4. Cá con sinh sống ở bãi cát cạn, cả dọc theo bờ biển và cũng vào phía thượng nguồn của các cửa sông.
Được mô tả đầu tiên vào năm 1829, loài này đã từ lâu đã được xem là loài cá quan trọng về mặt đánh bắt thương mại và giải trí ở New South Wales và Queensland. Loài cá này có nhiều nhất ở miền nam Queensland và miền bắc New South Wales, thường bắt gặp cùng loài cá đục khác trong chi ở các cửa sông và bãi biển. 